# نارابین
نارابین (به انگلیسی: Narrabeen) یک حومه شهر در استرالیا است که در نیو ساوت ولز واقع شده‌است.